# Saluto

La traduzione della parola welcome è spesso vista in molti posti frequentanti da stranieri o da turisti, come aeroporti e hotel, per salutare le persone di tutte le nazionalità.

Il saluto è un atto comunicativo in cui si prende contatto con un altro individuo, segnalando la propria attenzione ed esprimendo al contempo il tipo di relazione tra sé e l'altro e/o il rispettivo status sociale.

## Descrizione
Il saluto viene espresso (a volte con modalità differenti) anche al momento di accomiatarsi. Benché i saluti siano estremamente diversificati in quanto strettamente legati alle singole culture, lingue e tradizioni, il fenomeno del saluto in sé è universale. Il saluto può comportare sia espressioni linguistiche sia manifestazioni corporee. Spesso una combinazione delle due.
In alcuni casi il saluto è regolamentato in maniera rigida. Per esempio nel saluto militare o nei cerimoniali di saluto ad autorità elevate come re o imperatori. Le società segrete possono avere modalità di saluto convenzionali, ignote ai non iniziati, per permettere ai membri di riconoscersi tra loro.
Spesso – ma non sempre – il saluto prelude all'instaurarsi di una conversazione.
Nello stile epistolare, in assenza delle potenzialità comunicative del gesto, le formule di saluto sono in genere piuttosto formalizzate e diversificate per mettere ben in chiaro fin dall'inizio il tipo di rapporto intercorrente tra mittente e destinatario. Tipico è l'incipit con caro… (ma in situazioni altamente formali si ha anche illustre, egregio ecc.), mentre molte formule di commiato sono in uso solo nello scritto e mai nel parlato (ad esempio Distinti saluti).
Spesso alcuni termini usati nei saluti vengono adottati da culture diverse da quelle di origine. È il caso, per esempio, delle espressioni informali hello (inglese) o ciao dell'italiano, adottate in molte lingue del mondo. Anche ave!, formula di saluto dell'antica Roma, è in realtà una parola mutuata dalla lingua di Cartagine. Nel Poenulus di Plauto si trova l'espressione avo, che è il saluto al plurale ("vivete!"). Le prime attestazioni di ave ("vivi!", al singolare) si hanno in Cicerone e Catullo.

## Diverse modalità di saluto

### Gesti
- Stretta di mano

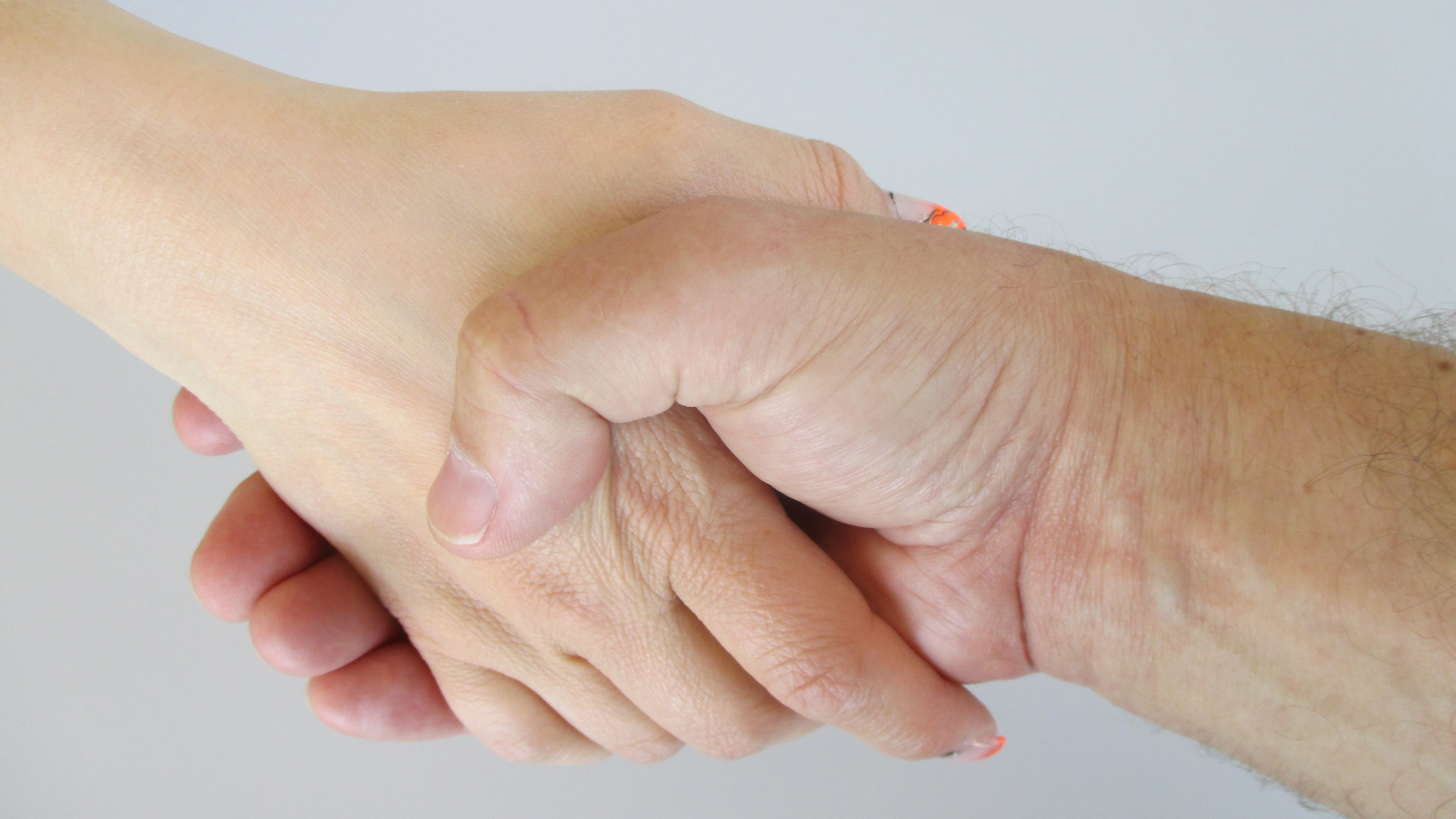
Stretta di mano

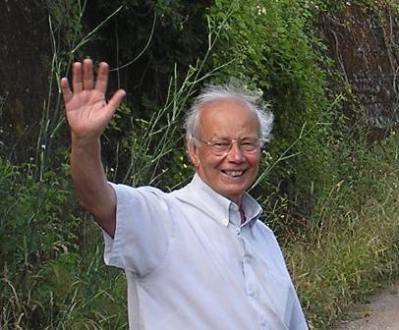
Un gesto di saluto con la mano

- Inchino, genuflessione, prosternazione
- Baciamano
- Levarsi il cappello
- Abbraccio
- Bacio
- Agitare la mano
- Dare il cinque
- Applauso

### Saluti specifici di alcune culture
- Adeu (saluto catalano usato nel commiato)
- Adiós (saluto spagnolo usato nel commiato)
- Hello (saluto lingua inglese)
- Hallo (saluto lingua tedesca)
  - Tschüss (saluto lingua tedesca usato nel commiato)
- "Yo" (saluto lingua inglese Stati Uniti)
- Ciao e Salve (saluti in italiano)
  - Mandi (saluto friulano)
  - Assabinidica (saluto siciliano)
- Rei (saluto confuciano)
- Kowtow (saluto cinese con prosternazione)
- Konnichiwa (saluto giapponese valido in ogni situazione)
- Ave e vale, (saluti dell'antica Roma)
- Proskýnesis (saluto persiano con inchino o prosternazione)
- Namasté (saluto indiano)
  - Añjali Mudrā
- Salām (saluto islamico)
  - Alláh-u-Abhá (saluto bahá'í)
- Shalom, Shalom aleichem (saluto ebraico)
- Hongi (saluto maori)
- Aloha (saluto hawaiiano)
- Saluto eschimese (strofinando i nasi)

### Saluti con valenze politiche
- Saluto romano
- Saluto nazista
  - Sieg Heil
- Saluto comunista
- Saluto zoghista
- Saluto di Bellamy

### Altri tipi di saluto
- Saluto militare
- Saluto scout
- Ave Satana (saluto adoperato dai satanisti)